# Dysoxylum medogense
Dysoxylum medogense là một loài thực vật có hoa trong họ Meliaceae. Loài này được C.Y.Wu & H.Li mô tả khoa học đầu tiên năm 1980.